# Anh túc lá dương xỉ
Anh túc lá dương xỉ (danh pháp hai phần: Pteridophyllum racemosum) là một loài thực vật hạt kín thân thảo, thường xanh, sống lâu năm, đặc hữu tại miền trung và đông bắc đảo Honshu của Nhật Bản. Nó là loài duy nhất trong họ đơn loài Pteridophyllaceae theo APG II, nhưng hiện tại được APG III coi là thuộc về tông Hypecoeae trong phân họ Fumarioideae của họ Papaveraceae. Hệ thống Cronquist năm 1981 xếp nó trong họ Lam cận (Fumariaceae).

## Hình ảnh

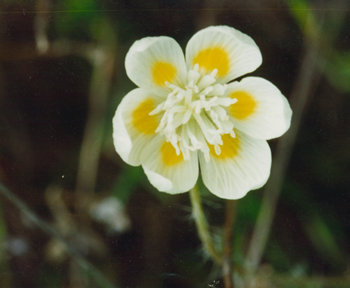
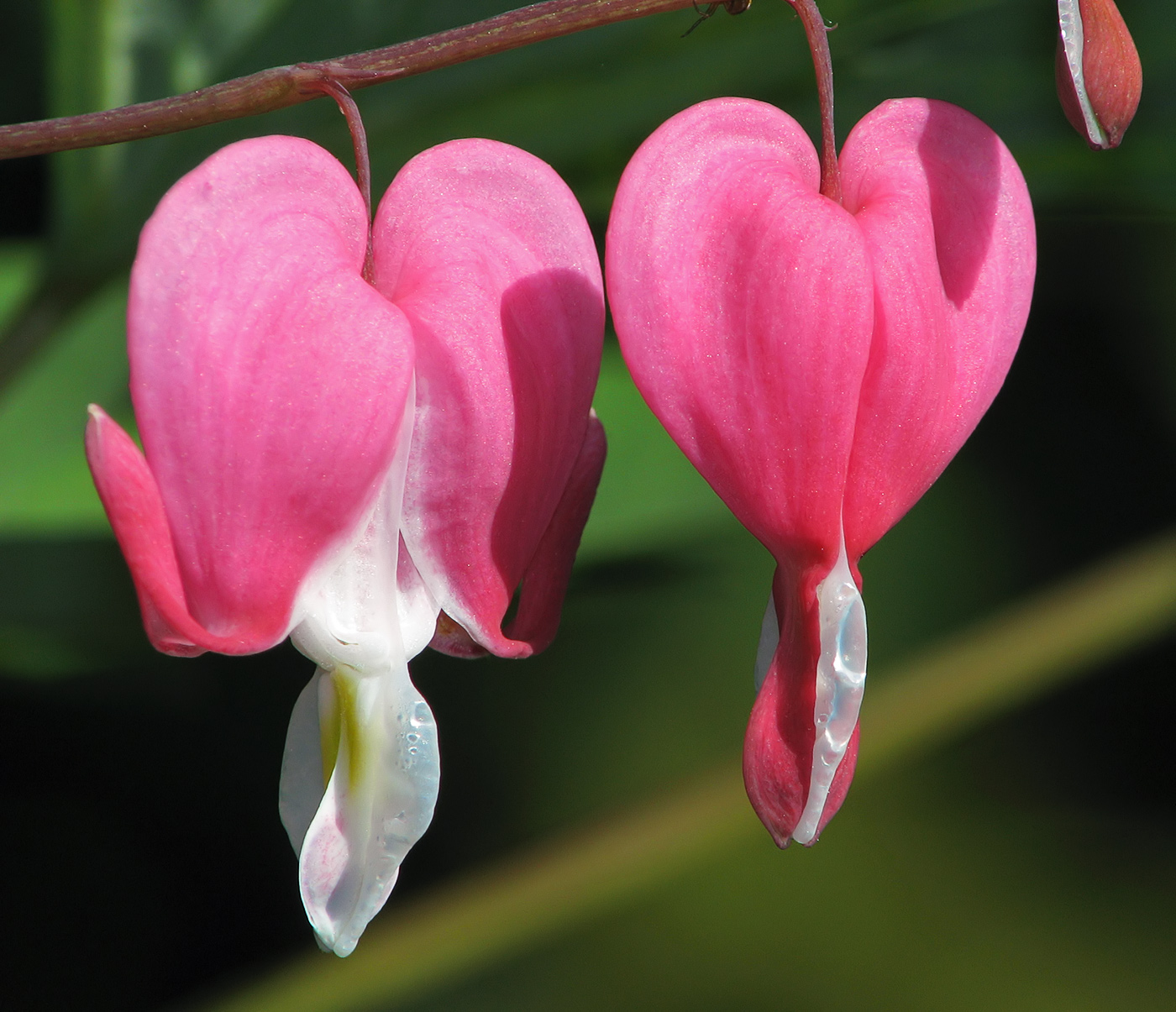
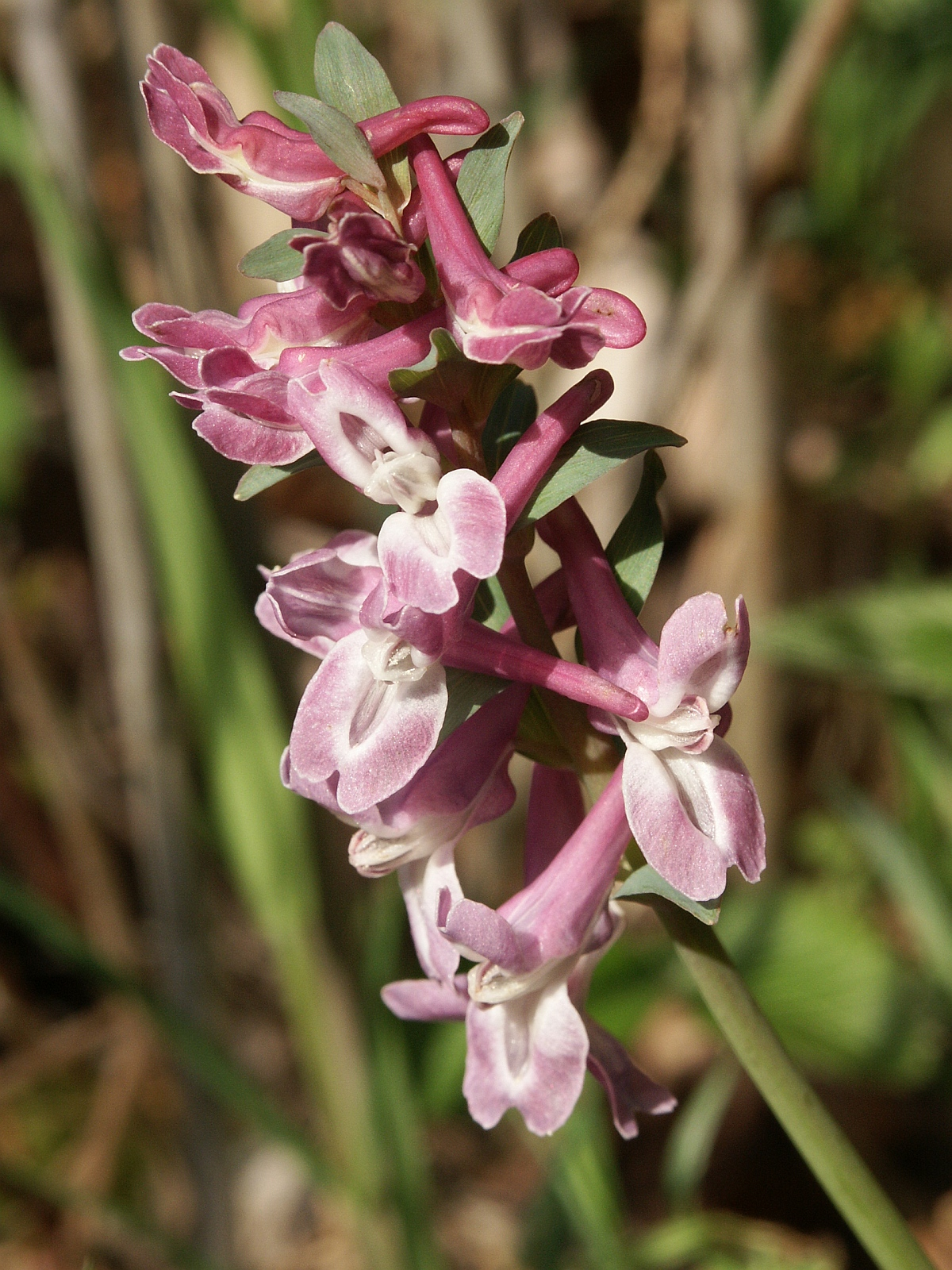
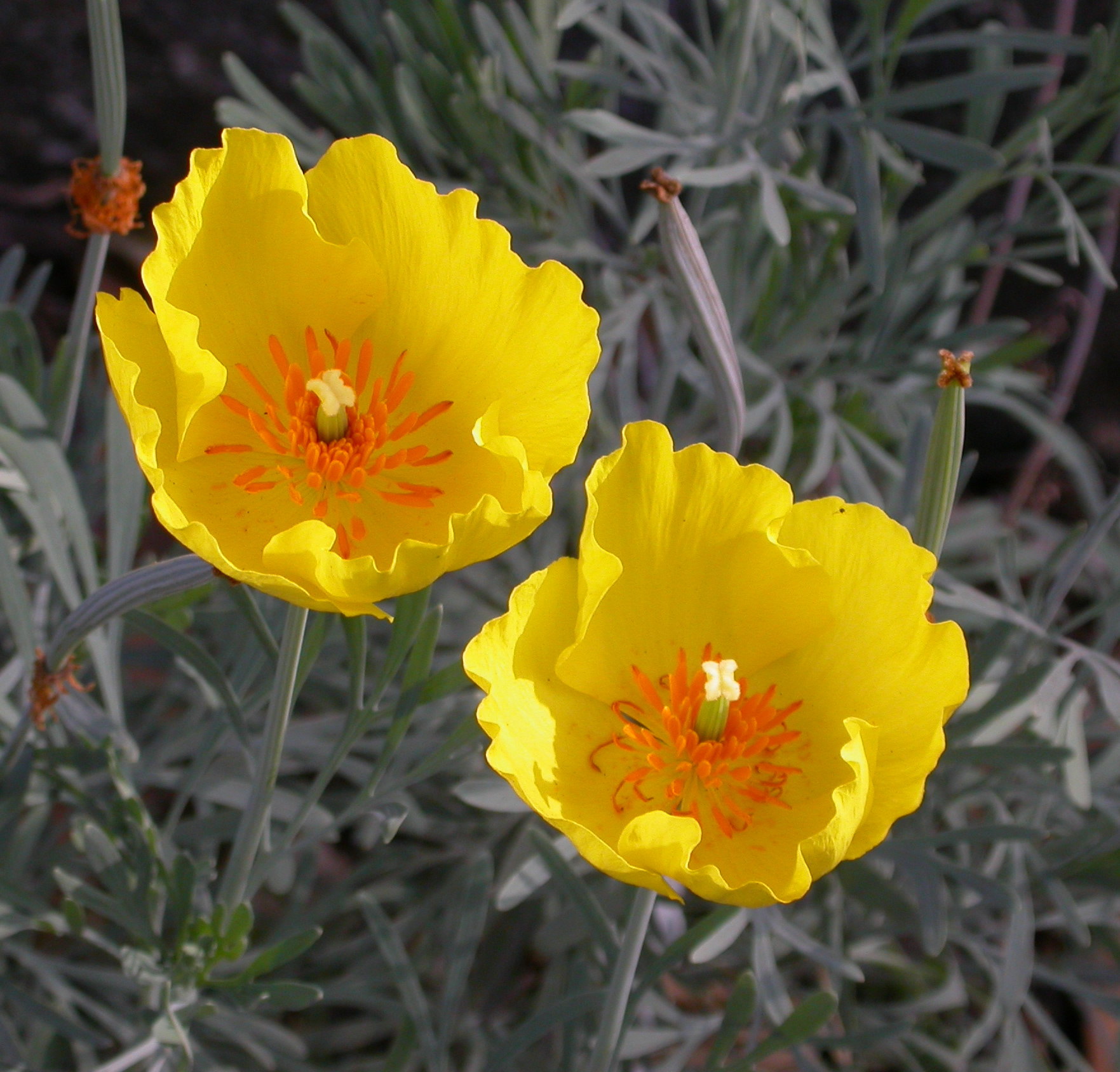

## Đặc trưng
Hoa mọc thành chùm. Lá mọc sát gốc. Cành mang hoa mọc từ gốc, cao 20–30 cm. Hoa rủ, màu trắng với 4 cánh hoa. Ra hoa trong khoảng tháng 6 tới tháng 8. Lá màu lục sẫm, giống như lá dương xỉ, từ đó mà có tên gọi.